# Helen Oakley Dance
Helen Margaret Oakley Dance, geborene Helen Oakley (* 15. Februar 1913 in Toronto; † 27. Mai 2001 in Escondido), war eine kanadische Jazz-Journalistin, Jazz-Historikerin und Produzentin.

## Leben
Dance stammte aus einer wohlhabenden Familie in Toronto und war nach dem Besuch eines Ellington Konzerts 1933 in London eine Jazzenthusiastin. Nachdem sie ursprünglich dieser Leidenschaft als Jazzsängerin nachgehen wollte, wechselte sie 1934 in Chicago zum Musik-Journalismus und schrieb für die Herald Tribune und gleichzeitig regelmäßig für Down Beat (bis 1941). In Chicago gründete sie den Chicago Rhythm Club, organisierte Jazzkonzerte z. B. von Earl Hines und Billie Holiday, und Aufnahme-Sessions für Okeh. Auf einem ihrer Sonntagabend-Konzerte im Congress Hotel brachte sie den farbigen Pianisten Teddy Wilson mit dem Benny-Goodman-Orchester zusammen, was damals ungewöhnlich war, da noch Rassenschranken für Bands bestanden. 1937 zog sie nach New York City, wo sie für die Plattenfirma Variety/Master von Irving Mills damals sehr gefragte Jazzpartys ausrichtete. Sie produzierte auch Small-Group-Aufnahmen von Duke Ellington, die häufig unter dem Namen von Ellingtons Bandmitgliedern wie Barney Bigard (z. B. seine originale Version von „Caravan“), Cootie Williams, Rex Stewart oder Johnny Hodges erschienen. Außerdem arbeitete sie als freischaffende Produzentin u. a. mit Mildred Bailey, der Band von Bob Crosby und der von Chick Webb (mit Sängerin Ella Fitzgerald), mit dem sie viele „Battles of Swing“ organisierte. Auch an der Organisation des Carnegie-Hall-Konzerts von Benny Goodman 1938 war sie beteiligt und in den frühen 1940er Jahren an Aufnahmen von Duke Ellington und an John Hammonds Konzerten „From Spirituals to Swing“. Als wichtige Figur der damaligen New Yorker Swing-Szene schrieb sie nicht nur für Down Beat, sondern auch für „Jazz Hot“, „Tempo“ und „Swing“.
Im Zweiten Weltkrieg diente sie – nachdem ihr Bruder mit vielen anderen Kanadiern bei der Operation Jubilee im August 1942 in Dieppe gefallen war – in der US-Army und war an verdeckten Operationen des OSS in Nordafrika und Italien beteiligt. Danach lebte sie eine Zeit lang in England, wo sie 1947 den englischen Jazzjournalisten Stanley Dance heiratete. Schon in England hatten beide wieder begonnen, für Zeitschriften wie Melody Maker und Jazz Hot zu schreiben, und ihre Zusammenarbeit setzte sich auch in den folgenden Jahrzehnten fort, z. B. in der Herausgabe von Platten aus Duke Ellingtons Nachlass. Mit Ellington waren beide eng befreundet. 1959 zogen sie in die USA, wo sie über eine von ihr gegründete katholische Organisation in den 1960er Jahren in der Bürgerrechtsbewegung aktiv waren.
1987 erschien ihre Biographie des Blues Musikers T-Bone Walker „Stormy Monday“ (Louisiana State University Press, Da Capo), an der sie seit 1971 gearbeitet hatte. Korrespondenzen und anderes Archivmaterial zur Jazzgeschichte hinterlegten sie und ihr Mann in der Yale University.
Mit Stanley Dance hatte sie vier Kinder. 2004 wurde sie in die Big Band and Jazz Hall of Fame aufgenommen.